# Makhmūr District
Makhmūr District (kurdiska: Mexmûr, Mokhmur, مەخموور) är ett distrikt i Irak.   Det ligger i provinsen Arbil, i den norra delen av landet, 280 km norr om huvudstaden Bagdad.